# Vojislav Koštunica
Vojislav Koštunica (en serbe avec alphabet cyrillique : Војислав Коштуница), né le 24 mars 1944 à Belgrade, est un homme d'État serbe.

## Jeunesse
Pendant les années 1998-1999, alors qu'il est opposant au régime de Slobodan Milošević, il écrit régulièrement des chroniques sur la guerre du Kosovo, qui sont ensuite publiées sous la forme d'un recueil.

## Président de la Yougoslavie
Du 7 octobre 2000 au 7 mars 2003, il est président de la république fédérale de Yougoslavie, fonction dans laquelle il succède à Slobodan Milošević et pour laquelle il n'a pas eu nominalement de successeur, la Communauté d'États de Serbie-et-Monténégro s'étant substituée à la république fédérale de Yougoslavie.

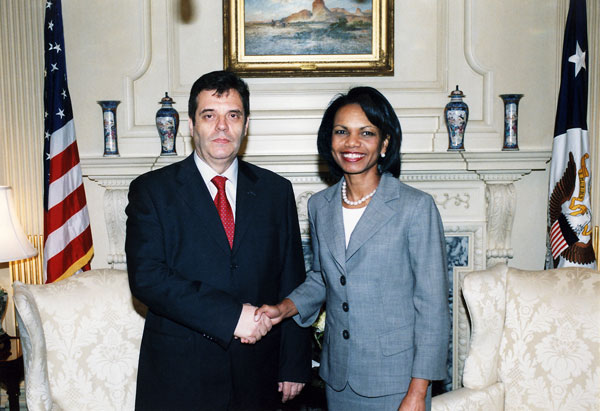
Vojislav Koštunica et Condoleezza Rice, le 11 juillet 2006.

Le 3 mars 2004, il devient président du gouvernement serbe. La Serbie est alors une composante de la Serbie-et-Monténégro jusqu'à la dissolution de celle-ci le 5 juin 2006.
Le 8 mars 2008, il annonce la démission de son gouvernement à la suite de la crise gouvernementale provoquée par la proclamation de l'indépendance du Kosovo. Il appelle à la tenue d'élections législatives anticipées qui ont lieu le 11 mai 2008 en même temps que les élections locales, déjà prévues à cette date,.